# Agentenorientierte Softwareentwicklung
Agentenorientierte Softwareentwicklung (AOSE) (engl. Agent-Oriented Software Engineering) beschreibt die ingenieursmäßige Herstellung von Software-Agenten und Multiagentensystemen, hauptsächlich unter Verwendung von Methoden und Techniken der Softwaretechnik und der verteilten künstlichen Intelligenz.

## Begriffsbestimmung und Geschichte
Mitte der 1980er Jahre entwickelt sich das agentenorientierte Programmierparadigma heraus. Erste Agentenprogrammiersprachen entstehen Anfang der 1990er Jahre. Erste agentenorientierte Vorgehensmodelle entstehen um die Jahrtausendwende. Das erste Jahrzehnt des 21. Jahrhunderts fokussiert auf die Integration von AOSE in Projekt- und Qualitätsmanagement agentenbasierter Systeme. Ziel der Bemühungen ist die Einführung der AOSE in den Alltag der Softwareindustrie.

## Teilgebiete
- Modellierungssprachen und -techniken - Anwendung existierender Modellierungssprachen und -techniken auf das agentenorientierte Paradigma, Entwicklung neuer Modellierungssprachen und -techniken
- Vorgehensmodelle - Anwendung existierender Vorgehensmodelle der Softwareentwicklung auf das agentenorientierte Paradigma, Entwicklung neuer Vorgehensmodelle
- Frameworks und Tools - Bereitstellung von agentenorientierten Programmiersprachen, Komponenten, Laufzeitumgebungen und Entwicklungswerkzeugen

## Etablierte Anwendungsgebiete
- Agentenbasierte Modellierung und Multi-Agenten-Simulation, z. B. Systemwissenschaft oder Market-Engineering
- Analyse und Synthese von komplexen Systemen
- Organic Computing und Selbstorganisation, z. B. Roboterfußball oder Steuerung von Produktionsprozessen
- Erstellung und Betrieb von agentenorientierten bzw. -basierten Informationssystemen